# Шведски език
Швѐдският езѝк (svenska) е северногермански език, говорен от около 10 млн. души основно в Швеция и отчасти във Финландия, особено по брега и на Оландските острови . Силно взаимо разбираем e с норвежки и датски. Заедно с други нордически германски езици, шведският произхожда от старонорвежки, общият език на германските племена, живеещи в Скандинавия през ерата на Викингите. Понастоящем това е най-разпространеният северногермански език по брой на говорещите.
Книжовният шведски, който е използван от повечето шведи, е националният език на Швеция, който е еволюирал от централните шведски диалекти през ХІХ век и е установен като официален през началото на ХХ век. Макар различните регионални диалекти, произхождащи от по-стари диалектни говори, все още да се използват, говорният и писмен език са унифицирани и стандартизирани. Някои диалекти се различават съществено от книжовния език в граматиката и речника, и невинаги са взаиморазбираеми с книжовния шведски език.
Най-старите рунически надписи на шведски език датират от края на III век на остров Готланд. 

## Класификация
Шведският е индоевропейски език, принадлежащ към северногерманските езици, които са разклонение на германските езици.

## Писмена система
Шведската азбука съдържа 29 букви, от които 26 букви от основната ISO-базираната латинска азбука, плюс три допълнителни букви Å/å, Ä/ä и Ö/ö, които са конструирани през ХVІ век.
| главни букви |   |   |   |   |   |   |   |   |   |   |   |   |   |   |   |   |   |   |   |   |   |   |   |   |   |   |   |   |
| A            | B | C | D | E | F | G | H | I | J | K | L | M | N | O | P | Q | R | S | T | U | V | W | X | Y | Z | Å | Ä | Ö |
| малки букви  |   |   |   |   |   |   |   |   |   |   |   |   |   |   |   |   |   |   |   |   |   |   |   |   |   |   |   |   |
| a            | b | c | d | e | f | g | h | i | j | k | l | m | n | o | p | q | r | s | t | u | v | w | x | y | z | å | ä | ö |